# Tây Tripura
Huyện West Tripura là một huyện thuộc bang Tripura, Ấn Độ. Thủ phủ huyện West Tripura đóng ở Agartala. Huyện West Tripura có diện tích 2997 ki lô mét vuông. Đến thời điểm năm 2001, huyện West Tripura có dân số 1530531 người.